# جاناتان کوک
جاناتان کوک (انگلیسی: Jonathan Kuck؛ زادهٔ ۱۴ مارس ۱۹۹۰) اسکیت‌باز سرعت اهل ایالات متحده آمریکا است.